# Erin Carter
Pour les articles homonymes, voir Carter.
Erin Carter, née le 12 juin 1979 à Sainte-Anne, est une coureuse cycliste professionnelle canadienne.

## Palmarès sur route
- 2000
  - Prologue de Sea Otter Classic
  -  Médaillée d'or de la course en ligne des championnats panaméricains
  - 46e de la Course en ligne féminin aux championnats du monde de cyclisme sur route

## Palmarès sur piste

### Championnats du monde
- Manchester 2000
  - 11e de la poursuite
- Anvers 2001
  - 14e de la poursuite
- Stuttgart 2003
  - 19e de la poursuite

### Coupe du monde
- 2001
  - 3e de la course aux points à Ipoh (États-Unis)

### Championnats panaméricains
- Bucaramanga 2000
  -  Médaillée d'or de la poursuite
  -  Médaillée de bronze de la course aux points
- Quito 2002
  -  Médaillée d'argent de la poursuite

### Championnats nationaux
- 2001
  - 2e de la  poursuite
  - 2e de la  course aux points
- 2002
  -  Championne du Canada de la course aux points
  - 2e de la  poursuite
- 2006
  - 2e de la  poursuite